# هيلين فلاتشوس
هيلين فلاتشوس (باليونانية: Βλάχου Ελένη، Elénī Vláchou؛ 18 ديسمبر 1911 – 14 أكتوبر 1995) كانت تلقب بـ«أسطورة الصحافة اليونانية»، وكانت مالكة لدار نشر للصحافة، وناشطة ضد المجلس العسكري.
بعد الانقلاب الذي وقع في 21 أبريل 1967، أغلقت لها صحيفتها كاثيميريني كنوع من الاحتجاج ضد الدكتاتورية. وذلك في أكتوبر عام 1967، وصفها أحد مديري المجلس العسكري العميد ستيليانوس باتاكوس وزير الداخلية للمجلس العسكري بكونها «مهرجة»، وقد أدت أعمالها التي هي ضد السلطات إلى اعتقالها، وقيل أنها كانت معروفة بعد وفاتها كأحد «إبطال حرية الصحافة العالمية» بالمعهد الدولي للصحافة.

## روابط خارجية
- هيلين فلاتشوس على موقع مونزينجر (الألمانية)